# Мельниченко, Виктор Александрович
Виктор Александрович Мельниченко (5 августа 1939, село Ворошилово, Одесская область — 11 февраля 2009) — украинский, ранее советский, шахматный композитор; мастер 
спорта СССР (1971) и заслуженный мастер спорта Украины, международный мастер (1989) и международный арбитр (1984) по шахматной композиции. Автор ряда статей по вопросам теории и эстетики шахматной задачи. Журналист. С 1958 опубликовал около 300 композиций, преимущественно двух- и трёхходовые задачи. Удостоен на конкурсах свыше 200 отличий, в том числе 90 призов (38 первых). Финалист 8 личных чемпионатов СССР (1967—1987), победитель 14-го чемпионата по разделу двухходовок (1983), 6-кратный чемпион ВС СССР, 2-кратный чемпион Украины. Любимый жанр — современная двухходовка.

## Задачи
|   | a | b | c | d | e | f | g | h |   |
| - | --- | --- | --- | --- | --- | --- | --- | --- | - |
| 8 | a7 чёрный ферзь · c7 чёрный слон · e7 белый слон · h7 белый король · h5 чёрная пешка · c4 белый слон · d4 чёрная ладья · g4 белая ладья · f3 белая пешка · h3 чёрный король · f2 белая ладья · f1 белый конь | a7 чёрный ферзь · c7 чёрный слон · e7 белый слон · h7 белый король · h5 чёрная пешка · c4 белый слон · d4 чёрная ладья · g4 белая ладья · f3 белая пешка · h3 чёрный король · f2 белая ладья · f1 белый конь | a7 чёрный ферзь · c7 чёрный слон · e7 белый слон · h7 белый король · h5 чёрная пешка · c4 белый слон · d4 чёрная ладья · g4 белая ладья · f3 белая пешка · h3 чёрный король · f2 белая ладья · f1 белый конь | a7 чёрный ферзь · c7 чёрный слон · e7 белый слон · h7 белый король · h5 чёрная пешка · c4 белый слон · d4 чёрная ладья · g4 белая ладья · f3 белая пешка · h3 чёрный король · f2 белая ладья · f1 белый конь | a7 чёрный ферзь · c7 чёрный слон · e7 белый слон · h7 белый король · h5 чёрная пешка · c4 белый слон · d4 чёрная ладья · g4 белая ладья · f3 белая пешка · h3 чёрный король · f2 белая ладья · f1 белый конь | a7 чёрный ферзь · c7 чёрный слон · e7 белый слон · h7 белый король · h5 чёрная пешка · c4 белый слон · d4 чёрная ладья · g4 белая ладья · f3 белая пешка · h3 чёрный король · f2 белая ладья · f1 белый конь | a7 чёрный ферзь · c7 чёрный слон · e7 белый слон · h7 белый король · h5 чёрная пешка · c4 белый слон · d4 чёрная ладья · g4 белая ладья · f3 белая пешка · h3 чёрный король · f2 белая ладья · f1 белый конь | a7 чёрный ферзь · c7 чёрный слон · e7 белый слон · h7 белый король · h5 чёрная пешка · c4 белый слон · d4 чёрная ладья · g4 белая ладья · f3 белая пешка · h3 чёрный король · f2 белая ладья · f1 белый конь | 8 |
| 7 | a7 чёрный ферзь · c7 чёрный слон · e7 белый слон · h7 белый король · h5 чёрная пешка · c4 белый слон · d4 чёрная ладья · g4 белая ладья · f3 белая пешка · h3 чёрный король · f2 белая ладья · f1 белый конь | a7 чёрный ферзь · c7 чёрный слон · e7 белый слон · h7 белый король · h5 чёрная пешка · c4 белый слон · d4 чёрная ладья · g4 белая ладья · f3 белая пешка · h3 чёрный король · f2 белая ладья · f1 белый конь | a7 чёрный ферзь · c7 чёрный слон · e7 белый слон · h7 белый король · h5 чёрная пешка · c4 белый слон · d4 чёрная ладья · g4 белая ладья · f3 белая пешка · h3 чёрный король · f2 белая ладья · f1 белый конь | a7 чёрный ферзь · c7 чёрный слон · e7 белый слон · h7 белый король · h5 чёрная пешка · c4 белый слон · d4 чёрная ладья · g4 белая ладья · f3 белая пешка · h3 чёрный король · f2 белая ладья · f1 белый конь | a7 чёрный ферзь · c7 чёрный слон · e7 белый слон · h7 белый король · h5 чёрная пешка · c4 белый слон · d4 чёрная ладья · g4 белая ладья · f3 белая пешка · h3 чёрный король · f2 белая ладья · f1 белый конь | a7 чёрный ферзь · c7 чёрный слон · e7 белый слон · h7 белый король · h5 чёрная пешка · c4 белый слон · d4 чёрная ладья · g4 белая ладья · f3 белая пешка · h3 чёрный король · f2 белая ладья · f1 белый конь | a7 чёрный ферзь · c7 чёрный слон · e7 белый слон · h7 белый король · h5 чёрная пешка · c4 белый слон · d4 чёрная ладья · g4 белая ладья · f3 белая пешка · h3 чёрный король · f2 белая ладья · f1 белый конь | a7 чёрный ферзь · c7 чёрный слон · e7 белый слон · h7 белый король · h5 чёрная пешка · c4 белый слон · d4 чёрная ладья · g4 белая ладья · f3 белая пешка · h3 чёрный король · f2 белая ладья · f1 белый конь | 7 |
| 6 | a7 чёрный ферзь · c7 чёрный слон · e7 белый слон · h7 белый король · h5 чёрная пешка · c4 белый слон · d4 чёрная ладья · g4 белая ладья · f3 белая пешка · h3 чёрный король · f2 белая ладья · f1 белый конь | a7 чёрный ферзь · c7 чёрный слон · e7 белый слон · h7 белый король · h5 чёрная пешка · c4 белый слон · d4 чёрная ладья · g4 белая ладья · f3 белая пешка · h3 чёрный король · f2 белая ладья · f1 белый конь | a7 чёрный ферзь · c7 чёрный слон · e7 белый слон · h7 белый король · h5 чёрная пешка · c4 белый слон · d4 чёрная ладья · g4 белая ладья · f3 белая пешка · h3 чёрный король · f2 белая ладья · f1 белый конь | a7 чёрный ферзь · c7 чёрный слон · e7 белый слон · h7 белый король · h5 чёрная пешка · c4 белый слон · d4 чёрная ладья · g4 белая ладья · f3 белая пешка · h3 чёрный король · f2 белая ладья · f1 белый конь | a7 чёрный ферзь · c7 чёрный слон · e7 белый слон · h7 белый король · h5 чёрная пешка · c4 белый слон · d4 чёрная ладья · g4 белая ладья · f3 белая пешка · h3 чёрный король · f2 белая ладья · f1 белый конь | a7 чёрный ферзь · c7 чёрный слон · e7 белый слон · h7 белый король · h5 чёрная пешка · c4 белый слон · d4 чёрная ладья · g4 белая ладья · f3 белая пешка · h3 чёрный король · f2 белая ладья · f1 белый конь | a7 чёрный ферзь · c7 чёрный слон · e7 белый слон · h7 белый король · h5 чёрная пешка · c4 белый слон · d4 чёрная ладья · g4 белая ладья · f3 белая пешка · h3 чёрный король · f2 белая ладья · f1 белый конь | a7 чёрный ферзь · c7 чёрный слон · e7 белый слон · h7 белый король · h5 чёрная пешка · c4 белый слон · d4 чёрная ладья · g4 белая ладья · f3 белая пешка · h3 чёрный король · f2 белая ладья · f1 белый конь | 6 |
| 5 | a7 чёрный ферзь · c7 чёрный слон · e7 белый слон · h7 белый король · h5 чёрная пешка · c4 белый слон · d4 чёрная ладья · g4 белая ладья · f3 белая пешка · h3 чёрный король · f2 белая ладья · f1 белый конь | a7 чёрный ферзь · c7 чёрный слон · e7 белый слон · h7 белый король · h5 чёрная пешка · c4 белый слон · d4 чёрная ладья · g4 белая ладья · f3 белая пешка · h3 чёрный король · f2 белая ладья · f1 белый конь | a7 чёрный ферзь · c7 чёрный слон · e7 белый слон · h7 белый король · h5 чёрная пешка · c4 белый слон · d4 чёрная ладья · g4 белая ладья · f3 белая пешка · h3 чёрный король · f2 белая ладья · f1 белый конь | a7 чёрный ферзь · c7 чёрный слон · e7 белый слон · h7 белый король · h5 чёрная пешка · c4 белый слон · d4 чёрная ладья · g4 белая ладья · f3 белая пешка · h3 чёрный король · f2 белая ладья · f1 белый конь | a7 чёрный ферзь · c7 чёрный слон · e7 белый слон · h7 белый король · h5 чёрная пешка · c4 белый слон · d4 чёрная ладья · g4 белая ладья · f3 белая пешка · h3 чёрный король · f2 белая ладья · f1 белый конь | a7 чёрный ферзь · c7 чёрный слон · e7 белый слон · h7 белый король · h5 чёрная пешка · c4 белый слон · d4 чёрная ладья · g4 белая ладья · f3 белая пешка · h3 чёрный король · f2 белая ладья · f1 белый конь | a7 чёрный ферзь · c7 чёрный слон · e7 белый слон · h7 белый король · h5 чёрная пешка · c4 белый слон · d4 чёрная ладья · g4 белая ладья · f3 белая пешка · h3 чёрный король · f2 белая ладья · f1 белый конь | a7 чёрный ферзь · c7 чёрный слон · e7 белый слон · h7 белый король · h5 чёрная пешка · c4 белый слон · d4 чёрная ладья · g4 белая ладья · f3 белая пешка · h3 чёрный король · f2 белая ладья · f1 белый конь | 5 |
| 4 | a7 чёрный ферзь · c7 чёрный слон · e7 белый слон · h7 белый король · h5 чёрная пешка · c4 белый слон · d4 чёрная ладья · g4 белая ладья · f3 белая пешка · h3 чёрный король · f2 белая ладья · f1 белый конь | a7 чёрный ферзь · c7 чёрный слон · e7 белый слон · h7 белый король · h5 чёрная пешка · c4 белый слон · d4 чёрная ладья · g4 белая ладья · f3 белая пешка · h3 чёрный король · f2 белая ладья · f1 белый конь | a7 чёрный ферзь · c7 чёрный слон · e7 белый слон · h7 белый король · h5 чёрная пешка · c4 белый слон · d4 чёрная ладья · g4 белая ладья · f3 белая пешка · h3 чёрный король · f2 белая ладья · f1 белый конь | a7 чёрный ферзь · c7 чёрный слон · e7 белый слон · h7 белый король · h5 чёрная пешка · c4 белый слон · d4 чёрная ладья · g4 белая ладья · f3 белая пешка · h3 чёрный король · f2 белая ладья · f1 белый конь | a7 чёрный ферзь · c7 чёрный слон · e7 белый слон · h7 белый король · h5 чёрная пешка · c4 белый слон · d4 чёрная ладья · g4 белая ладья · f3 белая пешка · h3 чёрный король · f2 белая ладья · f1 белый конь | a7 чёрный ферзь · c7 чёрный слон · e7 белый слон · h7 белый король · h5 чёрная пешка · c4 белый слон · d4 чёрная ладья · g4 белая ладья · f3 белая пешка · h3 чёрный король · f2 белая ладья · f1 белый конь | a7 чёрный ферзь · c7 чёрный слон · e7 белый слон · h7 белый король · h5 чёрная пешка · c4 белый слон · d4 чёрная ладья · g4 белая ладья · f3 белая пешка · h3 чёрный король · f2 белая ладья · f1 белый конь | a7 чёрный ферзь · c7 чёрный слон · e7 белый слон · h7 белый король · h5 чёрная пешка · c4 белый слон · d4 чёрная ладья · g4 белая ладья · f3 белая пешка · h3 чёрный король · f2 белая ладья · f1 белый конь | 4 |
| 3 | a7 чёрный ферзь · c7 чёрный слон · e7 белый слон · h7 белый король · h5 чёрная пешка · c4 белый слон · d4 чёрная ладья · g4 белая ладья · f3 белая пешка · h3 чёрный король · f2 белая ладья · f1 белый конь | a7 чёрный ферзь · c7 чёрный слон · e7 белый слон · h7 белый король · h5 чёрная пешка · c4 белый слон · d4 чёрная ладья · g4 белая ладья · f3 белая пешка · h3 чёрный король · f2 белая ладья · f1 белый конь | a7 чёрный ферзь · c7 чёрный слон · e7 белый слон · h7 белый король · h5 чёрная пешка · c4 белый слон · d4 чёрная ладья · g4 белая ладья · f3 белая пешка · h3 чёрный король · f2 белая ладья · f1 белый конь | a7 чёрный ферзь · c7 чёрный слон · e7 белый слон · h7 белый король · h5 чёрная пешка · c4 белый слон · d4 чёрная ладья · g4 белая ладья · f3 белая пешка · h3 чёрный король · f2 белая ладья · f1 белый конь | a7 чёрный ферзь · c7 чёрный слон · e7 белый слон · h7 белый король · h5 чёрная пешка · c4 белый слон · d4 чёрная ладья · g4 белая ладья · f3 белая пешка · h3 чёрный король · f2 белая ладья · f1 белый конь | a7 чёрный ферзь · c7 чёрный слон · e7 белый слон · h7 белый король · h5 чёрная пешка · c4 белый слон · d4 чёрная ладья · g4 белая ладья · f3 белая пешка · h3 чёрный король · f2 белая ладья · f1 белый конь | a7 чёрный ферзь · c7 чёрный слон · e7 белый слон · h7 белый король · h5 чёрная пешка · c4 белый слон · d4 чёрная ладья · g4 белая ладья · f3 белая пешка · h3 чёрный король · f2 белая ладья · f1 белый конь | a7 чёрный ферзь · c7 чёрный слон · e7 белый слон · h7 белый король · h5 чёрная пешка · c4 белый слон · d4 чёрная ладья · g4 белая ладья · f3 белая пешка · h3 чёрный король · f2 белая ладья · f1 белый конь | 3 |
| 2 | a7 чёрный ферзь · c7 чёрный слон · e7 белый слон · h7 белый король · h5 чёрная пешка · c4 белый слон · d4 чёрная ладья · g4 белая ладья · f3 белая пешка · h3 чёрный король · f2 белая ладья · f1 белый конь | a7 чёрный ферзь · c7 чёрный слон · e7 белый слон · h7 белый король · h5 чёрная пешка · c4 белый слон · d4 чёрная ладья · g4 белая ладья · f3 белая пешка · h3 чёрный король · f2 белая ладья · f1 белый конь | a7 чёрный ферзь · c7 чёрный слон · e7 белый слон · h7 белый король · h5 чёрная пешка · c4 белый слон · d4 чёрная ладья · g4 белая ладья · f3 белая пешка · h3 чёрный король · f2 белая ладья · f1 белый конь | a7 чёрный ферзь · c7 чёрный слон · e7 белый слон · h7 белый король · h5 чёрная пешка · c4 белый слон · d4 чёрная ладья · g4 белая ладья · f3 белая пешка · h3 чёрный король · f2 белая ладья · f1 белый конь | a7 чёрный ферзь · c7 чёрный слон · e7 белый слон · h7 белый король · h5 чёрная пешка · c4 белый слон · d4 чёрная ладья · g4 белая ладья · f3 белая пешка · h3 чёрный король · f2 белая ладья · f1 белый конь | a7 чёрный ферзь · c7 чёрный слон · e7 белый слон · h7 белый король · h5 чёрная пешка · c4 белый слон · d4 чёрная ладья · g4 белая ладья · f3 белая пешка · h3 чёрный король · f2 белая ладья · f1 белый конь | a7 чёрный ферзь · c7 чёрный слон · e7 белый слон · h7 белый король · h5 чёрная пешка · c4 белый слон · d4 чёрная ладья · g4 белая ладья · f3 белая пешка · h3 чёрный король · f2 белая ладья · f1 белый конь | a7 чёрный ферзь · c7 чёрный слон · e7 белый слон · h7 белый король · h5 чёрная пешка · c4 белый слон · d4 чёрная ладья · g4 белая ладья · f3 белая пешка · h3 чёрный король · f2 белая ладья · f1 белый конь | 2 |
| 1 | a7 чёрный ферзь · c7 чёрный слон · e7 белый слон · h7 белый король · h5 чёрная пешка · c4 белый слон · d4 чёрная ладья · g4 белая ладья · f3 белая пешка · h3 чёрный король · f2 белая ладья · f1 белый конь | a7 чёрный ферзь · c7 чёрный слон · e7 белый слон · h7 белый король · h5 чёрная пешка · c4 белый слон · d4 чёрная ладья · g4 белая ладья · f3 белая пешка · h3 чёрный король · f2 белая ладья · f1 белый конь | a7 чёрный ферзь · c7 чёрный слон · e7 белый слон · h7 белый король · h5 чёрная пешка · c4 белый слон · d4 чёрная ладья · g4 белая ладья · f3 белая пешка · h3 чёрный король · f2 белая ладья · f1 белый конь | a7 чёрный ферзь · c7 чёрный слон · e7 белый слон · h7 белый король · h5 чёрная пешка · c4 белый слон · d4 чёрная ладья · g4 белая ладья · f3 белая пешка · h3 чёрный король · f2 белая ладья · f1 белый конь | a7 чёрный ферзь · c7 чёрный слон · e7 белый слон · h7 белый король · h5 чёрная пешка · c4 белый слон · d4 чёрная ладья · g4 белая ладья · f3 белая пешка · h3 чёрный король · f2 белая ладья · f1 белый конь | a7 чёрный ферзь · c7 чёрный слон · e7 белый слон · h7 белый король · h5 чёрная пешка · c4 белый слон · d4 чёрная ладья · g4 белая ладья · f3 белая пешка · h3 чёрный король · f2 белая ладья · f1 белый конь | a7 чёрный ферзь · c7 чёрный слон · e7 белый слон · h7 белый король · h5 чёрная пешка · c4 белый слон · d4 чёрная ладья · g4 белая ладья · f3 белая пешка · h3 чёрный король · f2 белая ладья · f1 белый конь | a7 чёрный ферзь · c7 чёрный слон · e7 белый слон · h7 белый король · h5 чёрная пешка · c4 белый слон · d4 чёрная ладья · g4 белая ладья · f3 белая пешка · h3 чёрный король · f2 белая ладья · f1 белый конь | 1 |
|   | a | b | c | d | e | f | g | h |   |

Тематический ложный след: 

1.Лf4? С:f4 2.Се6X, 

1. ... Л:f4 2.Лh2X, но 1. ... Фа2! 

Решает 1.f4 С:f4 2.Лh4X, 

1. ... Л:f4 2.Лg3X и 

1. ... Kp:g4 2.Се6X, 

1. ... hg 2.Лh2X 

Тема Рухлиса на фоне перекрытия Новотного.     

## Книги
- Мастера шахматной композиции.— К.: Здоров'я, 1984.
- Два шага в шахматном королевстве.— К.: Здоров’я, 1988.
- Шахматы: две стороны творчества.— К.: Радянська школа, 1989.— ISBN 5-330-00148-X
- 77 двухходовых шахматных задач-миниатюр проблемистов из разных стран.— Котовск, 1995.
- Защита en passant. Новая тема.— Котовск, Николаев, Полтава, 2007 (в соавторстве с В. Руденко)
- Преследование чёрного короля.— Полтава: ИнтерГрафика, 2009.